# Івано Блазон
Івано Блазон (італ. Ivano Blason; 24 травня 1923, Сан-Лоренцо-Ізонтіно — 13 березня 2002, Горіція) — колишній італійський футболіст, захисник.
Насамперед відомий виступами за клуби «Трієстіна», «Інтернаціонале» та «Падова», а також національну збірну Італії.

## Клубна кар'єра
Вихованець футбольної школи клубу «Про Горіція». Дорослу футбольну кар'єру розпочав 1939 року в основній команді того ж клубу, в якій провів п'ять сезонів.
Протягом 1945—1950 років захищав кольори команди клубу «Трієстіна».
Своєю грою за останню команду привернув увагу представників тренерського штабу клубу «Інтернаціонале», до складу якого приєднався 1950 року. Відіграв за «нерадзуррі» наступні чотири сезони своєї ігрової кар'єри. Більшість часу, проведеного у складі «Інтернаціонале», був основним гравцем захисту команди.
Протягом 1954—1955 років захищав кольори команди клубу «Верона».
1955 року перейшов до клубу «Падова», за який відіграв 7 сезонів, також здебільшого виходячи на поле в основному складі команди. Завершив професійну кар'єру футболіста виступами за «Падову» в 1962 році.

## Виступи за збірну
1950 року дебютував в офіційних матчах у складі національної збірної Італії. Протягом кар'єри у національній команді, яка тривала всього 1 рік, провів у формі головної команди країни лише 1 матч. У складі збірної був учасником чемпіонату світу 1950 року в Бразилії.